# 아일랜드 볼드윈
아일랜드 볼드윈(Ireland Baldwin, 1995년 10월 23일 ~ )은 미국의 모델, 배우이다. 배우 앨릭 볼드윈과 배우 킴 베이싱어의 딸이다.